# Fatoumata Dembélé Diarra
Fatoumata Dembélé Diarra (Koulikoro, 15 febbraio 1949) è una giudice maliana della Corte penale internazionale, Divisione Giudicante.
Eletta dall'Assemblea degli Stati Parte nel Gruppo degli Stati africani, Lista A, l'11 marzo 2003 per nove anni. I giudici della CPI l'hanno eletta l'11 marzo 2009 prima vicepresidente della CPI per tre anni.